# ألبرت بلوخ
ألبرت بلوخ (بالإنجليزية: Albert Bloch) هو رسام ومترجم أمريكي، ولد في 2 أغسطس 1882 في سانت لويس في الولايات المتحدة، وتوفي في 23 مارس 1961 في لورانس في الولايات المتحدة.